# 蘇原熊田町
蘇原熊田町（そはらくまたちょう）は、岐阜県各務原市の地名。現行行政町名は蘇原熊田町一丁目から蘇原熊田町三丁目。

## 地理
各務原市の蘇原地区に属する。
町域の東部は蘇原和合町、蘇原東島町、蘇原昭栄町、西部は蘇原古市場町、蘇原野口町、南部は蘇原野口町、北部は蘇原古市場町、蘇原昭栄町に接する。
地名は1875年まで存在した各務郡熊田村に因む
町域の北部には新境川（境川）が流れる。
道路
- おがせ街道
- 蘇原駅前通り

## 歴史
1875年（明治8年）1月、各務郡坂井村、東島村、熊田村、東門村、野口村が合併し和合村が発足し、和合村大字熊田となる。1897年（明治30年）4月、伊飛島村、三柿野村、大宮村、古市場村、持田村と合併し蘇原村（1943年に町制施行し蘇原町）が発足。この地域は蘇原村大字熊田となる。
1963年（昭和38年）4月1日、蘇原町は那加町、鵜沼町、稲羽町と合併し各務原市が発足すると、蘇原熊田町が成立。
1976年（昭和51年）3月27日、この地域で区画整理が行われ、従来の蘇原熊田町の大部分をもって蘇原熊田町一丁目から蘇原熊田町三丁目が成立。また、蘇原熊田町の一部、蘇原坂井町の一部、蘇原古市場町の一部をもって蘇原昭栄町が、蘇原熊田町の一部、蘇原坂井町の一部、蘇原持田町の一部をもって蘇原新生町が、蘇原熊田町の一部、蘇原古市場町の一部、蘇原持田町の一部をもって蘇原東門町が、蘇原熊田町の一部、蘇原坂井町の一部をもって蘇原和合町がが成立。
同年5月28日に蘇原野口町の一部と蘇原熊田町の一部、各務の一部をもって蘇原中央町が成立。

## 世帯数と人口
2024年（令和6年）10月1日現在の世帯数と人口は以下の通りである
| 丁目             | 世帯数  | 人口  |
| ---------------- | ------- | ----- |
| 蘇原熊田町一丁目 | 120世帯 | 296人 |
| 蘇原熊田町二丁目 | 109世帯 | 245人 |
| 蘇原熊田町三丁目 | 112世帯 | 304人 |
| 計               | 341世帯 | 845人 |

## 小・中学校の学区
市立小・中学校に通う場合、学区は以下の通りとなる。
| 番・番地等 | 小学校                   | 中学校               |
| ---------- | ------------------------ | -------------------- |
| 全域       | 各務原市立蘇原第一小学校 | 各務原市立蘇原中学校 |

## 主な施設
- 熊田公民館
- 熊田南集会所
- 日吉神社
- 熊田公園

## 交通
- 岐阜バス尾崎団地線